# Clavelina obesa
Clavelina obesa är en sjöpungsart som beskrevs av Nishikawa och Takasi Tokioka 1976. Clavelina obesa ingår i släktet Clavelina och familjen klungsjöpungar. Inga underarter finns listade i Catalogue of Life.